# Hugo Bruckler
Hugo Bruckler (Dresden, Saxònia, 1845 - id. 1871) fou un compositor alemany, sobretot de cançons populars.
A l'edat de 10 anys començà els estudis musicals amb Schneider, els que continuà en el Conservatori amb Schubert.
Entre les seves cançons més celebrades cal citar: Trompeter von Sächingen, Yung Werner am Rheim, Gesänge Margareths, deixant inèdites degut a la seva prematura mort les titulades: Sieben Gesänge, editada per Jensen, i la balada Der Vogt von Tenneberg, que ho va ser per Becker, a més de les composicions corals: Nordmännersang i Marsch der Bürgergarde, publicades per Hoffarth (Dresden, 1898).